# Negada
Negada (en népalais : नेगडा) est un comité de développement villageois du Népal situé dans le district de Saptari. Au recensement de 2011, il comptait 4 350 habitants.